# Vincenzo Orlandini

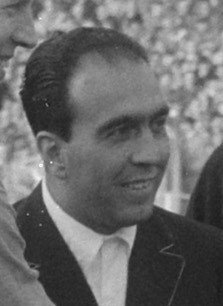
Vincenzo Orlandini (1952)

Vincenzo Angelo Giovanni Orlandini (* 30. August 1910 in Rom; † 23. Oktober 1961 ebenda) war ein italienischer Fußballschiedsrichter. Der Höhepunkt seiner Karriere war das Endspiel der Fußball-WM 1954, bei dem er als Linienrichter tätig war.

## Leben
Im Alter von 36 Jahren – am 15. Dezember 1946 – leitete Orlandini seine erste Partie in der höchsten italienischen Liga, der Serie A (AC Venezia gegen Brescia Calcio). Seine letzte Partie leitete er im Alter von 49 Jahren, das Serie-A-Spiel am 5. Juni 1960 zwischen FC Bologna und Calcio Padova endete mit einem 2:2-Unentschieden. Während seiner Karriere leitete er insgesamt 216 Partien in der Serie A sowie 33 Partien in der Serie B.
Während der Fußball-Weltmeisterschaft 1954 pfiff Orlandini das Vorrundenspiel Schottland gegen Uruguay und das Halbfinale Deutschland gegen Österreich. Im als Wunder von Bern in die Fußballgeschichte eingegangenen Finale Deutschland gegen Ungarn (3:2) agierte er unter dem englischen Schiedsrichter William Ling neben dem Waliser Mervyn Griffiths als Linienrichter.
Auch später leitete Orlandini bedeutende Partien wie zum Beispiel Deutschland gegen England in London im Dezember 1954 oder Jugoslawien gegen Schottland in Belgrad im Mai 1955. Bei der WM 1958 in Schweden pfiff er die Vorrundenpartie Schottland gegen Paraguay in der Gruppe B. 
Er war zudem bei mehreren Qualifikationsspielen für die erste Europameisterschaft 1960 als Schiedsrichter tätig.
Zudem leitete Orlandini insgesamt fünf Partien bei den Olympischen Sommerspielen: drei Partien bei den Olympischen Sommerspielen 1952 sowie zwei Partien bei den Olympischen Sommerspielen 1960.
Nach seiner aktiven Schiedsrichterkarriere war Vincenzo Orlandini als Präsident des römischen Schiedsrichterverbandes (Gruppo Arbitri Romani) sowie als Kommissar des italienischen Schiedsrichterverbandes (Associazione Italiana Arbitri) tätig.
Orlandini starb im Alter von 51 Jahren in Rom. Die italienische Tageszeitung La Stampa schrieb in seiner Todesmeldung, dass Orlandini „einer der bekanntesten und zuverlässigsten Spielleiter der Nachkriegszeit“ war und „in der Lage war, ohne Theatralik und Kompromisse »harte« – sehr schwierige – Wettbewerbe zu leiten“.